# The songs that inspired The King
The songs that inspired The King (en castellano, Las canciones que inspiraron al Rey) es un disco recopilatorio editado en 2005 que contiene un total de 16 canciones, todas ellas influyentes en la formación artística de Elvis Presley.
El considerado  Rey del rock fue uno de los principales catalizadores que contribuyeron a revolucionar la música mundial en los años 50; pero, como él mismo reconoció públicamente en 1968 durante su especial de televisión de la NBC, la música de rock and roll es básicamente góspel y rhythm blues. Las influencias de Elvis a nivel musical se evidenciarían ya durante sus primeras grabaciones en la compañía Sun Records donde mezcló el country, el góspel, el rhythm blues y el hillbilly, dándole forma a lo que se denominaría rockabilly, una de las manifestaciones más primigenias del rock and roll.
Producido por Hustlerz Inc. Recordings, este CD pone de manifiesto dicho aserto de una forma sonoramente gráfica, presentando las canciones de manera sucesiva en la voz de Elvis y de su creador original. Se destaca en la obra la amplia variedad estilística, musicalmente hablando,desde un meloso crooner como Dean Martin  hasta la profundidad de los intérpretes de afromaericanos. 

## Contenido
1. Introducing The King Of Rock'n'roll
2. That's All Right (Elvis Presley)
3. That's All Right (Arthur Crudup)
4. Mystery Train (Elvis Presley)
5. Mystery Train (Little Junior's Blue Flames)
6. Shake Rattle And Roll (Elvis Presley)
7. Shake Rattle And Roll (Big Joe Turner)
8. I'll Never Let You Go (Elvis Presley)
9. I'll Never Let You Go (Gene Autry)
10. Good Rockin' Tonight (Elvis Presley)
11. Good Rockin' Tonight (Wynonie Harris)
12. I Got A Woman (Elvis Presley)
13. I Got A Woman (Ray Charles)
14. That's When Your Heartaches Begin (Elvis Presley)
15. That's When Your Heartaches Begin (The Ink Spots)
16. Tweedle Dee (Elvis Presley)
17. Tweedle Dee (Lavern Baker)
18. Shake Rattle And Roll / Flip Flop And Fly (Live) (Elvis Presley)
19. Shake Rattle And Roll (Bill Haley)
20. Flip Flop And Fly (Big Joe Turner)
21. Money Honey (Live) (Elvis Presley)
22. Money Honey (Clyde McPhatter & The Drifters)
23. Blue Moon Of Kentucky (Elvis Presley)
24. Blue Moon Of Kentucky (Bill Monroe & His Bluegrass Boys)
25. Milkcow Blue Boogie (Elvis Presley)
26. Milkcow Blue Boogie (Kokomo Arnold)
27. I Don't Care If The Sun Don't Shine (Elvis Presley)
28. I Don't Care If The Sun Don't Shine (Dean Martin)
29. Maybelline (Elvis Presley)
30. Maybelline (Chuck Berry)
31. Hearts Of Stone (Live) (Elvis Presley)
32. Hearts Of Stone (The Charms)